# Dóra Dávid
Dóra Dávid (ur. 14 marca 1985 w Peczu) – węgierska prawniczka i polityk, posłanka do Parlamentu Europejskiego X kadencji.

## Życiorys
W wieku 16 lat wyjechała do Wielkiej Brytanii. Studiowała prawo w King’s College London (2004–2008) i na Uniwersytecie w Heidelbergu. W 2009 uzyskała dyplom LLM w zakresie prawa międzynarodowego na University of Cambridge. Pracowała m.in. w służbie prawnej Komisji Europejskiej, przedsiębiorstwie eBay i organizacji Save the Children, a także kancelariach prawniczych w Londynie. W 2020 zatrudniona w koncernie Meta Platforms.
Zaangażowała się w działalność polityczną w ramach Partii Szacunku i Wolności, której liderem w 2024 został Péter Magyar. Otrzymała drugie miejsce na jej liście w wyborach do Parlamentu Europejskiego w 2024. W wyniku głosowania uzyskała mandat posłanki do Europarlamentu X kadencji.